# Sideritis ilicifolia
Sideritis ilicifolia  ist eine Pflanzenart aus der Gattung Gliedkräuter (Sideritis) in der Familie der Lippenblütler (Lamiaceae). 

## Beschreibung
Sideritis ilicifolia ist eine 20 bis 40 cm hoch werdende ausdauernde Pflanze, die unbehaart oder nur spärlich behaart ist. Zumindest am oberen Teil des Stängels stehen dicht kurze, drüsige Papillen. Die Laubblätter sind 15 bis 45 mm lang und etwa 8 mm breit. Sie sind linealisch oder lanzettlich und am Rand mit sechs bis zehn Stacheln besetzt. 
Die Blütenstände sind Scheinquirle, die zu dritt bis sechst meist entfernt voneinander stehen und aus einer Vielzahl von Blüten bestehen. Die unteren Tragblätter sind 10 bis 15 mm lang und 12 bis 16 mm breit und sind damit in etwa ähnlich lang wie der Kelch. Sie sind eiförmig oder herzförmig-eiförmig und grob eingeschlitzt-gezähnt und stachelig. Der Kelch ist 5 bis 8 mm lang und auf der Innenseite mit einem Ring aus Trichomen besetzt. Die Krone ist 8 bis 9 mm lang, ist blass gelb gefärbt und steht über den Kelch hinaus.

## Vorkommen und Standorte
Die Art kommt im Nordosten Spaniens vor. Sie wächst auf trockenen, felsigen oder kiesigen Böden.